# Hygrin
Hygrin är en pyrrolidinalkaloid, som huvudsakligen finns i kokablad (0.2%). Det isolerades första gången av Carl Liebermann 1889 (tillsammans med den liknande föreningen cuscohygrin) som en alkaloid som tillsammans med kokain finns i koka. Hygrin är en gul, tjock oljig vätska.